# تل احمدآباد
تل احمدآباد مربوط به سده‌های میانه دوران پس از اسلام است و در شهرستان فراشبند، بخش دهرم، دهستان دهرم، کیلومتری ۳ جادهٔ روستای احمدآباد به دهرم، محله قدیم احمدآباد واقع شده و این اثر در تاریخ ۱۵ دی ۱۳۸۷ با شمارهٔ ثبت ۲۴۱۸۴ به‌عنوان یکی از آثار ملی ایران به ثبت رسیده‌است.